# La Belle Cabaretière
Pour plus de détails, voir Fiche technique et Distribution.
La Belle Cabaretière (titre original : The Girl of the Golden West) est un film américain réalisé par Robert Z. Leonard, sorti en 1938.
Ce film, avec Jeanette MacDonald et Nelson Eddy dans les rôles principaux, est une comédie musicale, adaptée de l'opéra La fanciulla del West (La Fille du Far West) de Giacomo Puccini, créé le 10 décembre 1910 au Metropolitan Opera de New York.

## Fiche technique
- Titre original : The Girl of the Golden West
- Réalisateur : Robert Z. Leonard
- Assistant réalisateur : Reginald Le Borg
- Production : Metro-Goldwyn-Mayer
- Genre : Western, Film musical

## Distribution
- Jeanette MacDonald : Mary Robbins, la belle cabaretière
- Nelson Eddy : Ramirez
- Olin Howland : Trinidad Joe
- Chef John Big Tree : le chef indien (prologue - non crédité)
- Walter Pidgeon : Sheriff Jack Rance
- Leo Carrillo : Mosquito
- Buddy Ebsen : Alabama
- Leonard Penn : Pedro
- Priscilla Lawson : Nina Martinez
- Bob Murphy : Sonora Slim
- Cliff Edwards : Minstrel Joe
- Billy Bevan : Nick
- Brandon Tynan : le professeur
- H. B. Warner : le père Sienna
- Monty Woolley : le gouverneur
- Charley Grapewin : oncle Davy (prologue)
- Noah Beery : le général (prologue)
- Bill Cody, Jr. : le gringo - Ramirez, jeune (prologue)
- Jeanne Ellis : Mary Robbins, jeune (prologue)
- Ynez Seabury : Wowkle
- Frank McGlynn Sr. : Pete, un joueur (non crédité)

## Autour du film
- Le tournage s'est déroulé du 8 novembre 1937 au 10 février 1938 à Malibu et aux Metro-Goldwyn-Mayer Studios de Culver City.